# Maren Orth
Maren Kock (* 22. Juni 1990 in Lingen, Niedersachsen) ist eine ehemalige deutsche Leichtathletin, die sich auf Mittel- und Langstreckenläufe spezialisiert hatte und auch Crossläufe bestritt.

## Berufsweg
Nach Abschluss der 10. Klasse auf der Realschule, wechselte Kock zum Gymnasium Georgianum und absolvierte eine Ausbildung zur Pharmazeutisch-technischen Assistentin (PTA). Sie ist bei einer Apotheke beschäftigt und kann dank Unterstützung durch die Sporthilfe Emsland dort mit reduzierter Stundenzahl arbeiten, um genügend Zeit für den Leistungssport zu haben.

## Sportliche Karriere
Maren Kock hatte im Alter von acht Jahren in der Schule vom Stadtlauf in Lingen erfahren und war Dritte geworden, worauf sie Mitglied im VfL Lingen wurde und fortan ein bis zwei Mal die Woche trainierte. Zunächst machte Kock allgemeine Leichtathletik bis sich herausstellte, dass sie ein Talent für längere Laufstrecken besaß. Anfangs lief sie 800, später 2000 Meter, und ab dem Alter von 14 Jahren trainierte sie nur noch Lauf.
2003 belegte sie über 800, 2000, 3000 und 5000 Meter in der Landesbestenliste von Niedersachsen die Spitzenposition.
2005 startete Kock bei den U18-Weltmeisterschaften in Marrakesch, belegte dort den 7. Platz über 3000 Meter und führte die deutsche Bestenlisten über 2000 Meter und im Straßenlauf an. 2006 kamen zwei deutsche Meistertitel hinzu. Danach musste Kock eine zweijährige Verletzungspause einlegen und konnte 2009 bei den U20-Europameisterschaften in Novi Sad teilnehmen, wo sie über 3000 Meter auf den 10. Platz kam. 2010, 2011 und 2012 holte Kock alle Juniorinnentitel über 5000 Meter und hatte die ersten Erfolge bei Crossläufen.
Ihren ersten Meistertitel in der Erwachsenenklasse errang Kock 2011 über 3000 Meter in der Halle. Weitere Titel holte sie sich auch auf größeren Distanzen. 2012 errang sie den U23-Titel bei den Deutschen Meisterschaften im 10.000-Meter-Lauf, einer Distanz, die sie auch in den folgenden Jahren bestritt.
2012 war für sie ein besonders erfolgreiches Jahr mit Meister- und Vizemeistertiteln und vorderen Plätzen bei Meisterschaften in der Halle und im Freien über Mittel- und Langstrecken.
2015 wurde Kock Deutsche Meisterin über 1500 Meter sowohl in der Halle als auch im Freien und kam bei der Team-Europameisterschaft auf den 2. Platz bei ihrem Einzel über 3000 Meter und mit der Mannschaft.
2016 konnte sie ihren Hallentitel verteidigen und wurde im Freien Vizemeisterin über die 1500 Meter. Bei den Europameisterschaften in Amsterdam belegte sie über diese Distanz den sechsten Platz, der gleichbedeutend mit dem besten EM-Ergebnis ihrer Karriere war.
Am 21. Dezember 2017 gab Orth ihr sportliches Karriereende bekannt.

## Vereinszugehörigkeiten
Maren Kock startet seit 2012 für die LG Telis Finanz Regensburg und war zuvor seit 2004 bei der LG Emstal Dörpen, zu der sie vom VfL Lingen kam.

## Erfolge

### National
- 2006: Deutsche U20-Hallenmeisterin (1500 m)
- 2007: Deutsche U20-Vizemeisterin (3000 m)
- 2009: Deutsche U20-Meisterin (3000 m)
- 2010: Deutsche Hallenvizemeisterin (3000 m)
- 2010: Deutsche U23-Meisterin (5000 m)
- 2011: Deutsche Hallenmeisterin (3000 m)
- 2011: 5. Platz Deutsche Meisterschaften (1500 m)
- 2011: Deutsche U23-Meisterin (5000 m)
- 2012: Deutsche Hallenmeisterin (1500 m)
- 2012: Deutsche Hallenvizemeisterin (3000 m)
- 2012: Deutsche U23-Meisterin (5000 m)
- 2012: Deutsche U23-Meisterin im 10.000-Meter-Lauf
- 2012: Deutsche Vizemeisterin im 10.000-Meter-Lauf
- 2013: Deutsche Hallenvizemeisterin (3000 m)
- 2013: 3. Platz Deutsche Meisterschaften im 10.000-Meter-Lauf
- 2013: Deutsche Vizemeisterin (5000 m)
- 2014: Deutsche Hallenmeisterin (3000 m)
- 2014: Deutsche Crosslauf-Vizemeisterin (Einzel)
- 2014: Deutsche Meisterin (1500 m)
- 2015: Deutsche Hallenmeisterin (1500 m)
- 2015: Deutsche Crosslauf-Meisterin (Mannschaft)
- 2015: Deutsche Meisterin (1500 m)
- 2016: Deutsche Hallenmeisterin (1500 m)
- 2016: Deutsche Vizemeisterin (1500 m)

### International
- 2005: 7. Platz U18-Weltmeisterschaften (3000 m)
- 2009: 10. Platz U20-Europameisterschaften (3000 m)
- 2015: 2. Platz Team-Europameisterschaft (Mannschaft und 3000 m)
- 2016: 6. Platz Europameisterschaften (1500 m)